# Наводнение и оползень в Сан-Паулу (2016)
Наводнение и оползень в Сан-Паулу — стихийные бедствия, в результате которых погиб по меньшей мере 21 человек, обрушившиеся на штат Сан-Паулу, Бразилия, 10 и 11 марта 2016 года.

## История
Начиная с 10 марта и продолжаясь до утра 11 марта, после нескольких месяцев засухи, в штате Сан-Паулу пошёл проливной дождь. До 61 мм осадков выпало за одну ночь в Сорокабе, к западу от Сан-Паулу, и до 87 мм — в Миранте-де-Сантана, на севере. Ливень в Сан-Паулу и прилегающих районах установил новые рекорды по количеству осадков и оставил города покрытыми до метра медленно стекающей грязью и паводковыми водами.
Города Франсиско-де-Морато и Итепави пострадали от оползня, в результате которого погибли 18 человек. В городах Кажамар и Гуарульюс произошло сильное наводнение, в результате которого погибли три (по некоторым данным, четыре) человека. И путешественники, и местные жители оказались в сложном положении, так как все дороги были залиты водой: из-за дождя международный аэропорт Сан-Паулу был вынужден закрыться примерно на 6 часов. Ливень также на несколько часов остановил движение пригородных поездов.